# Китайська народна політична узгоджувальна рада

Емблема НПТР

Кита́йська наро́дна політи́чна узгоджувальна ра́да (спрощ.: 中国人民政治协商会议; кит. трад.: 中國人民政治協商會議; піньїнь: Zhōngguó Rénmín Zhèngzhì Xiéshāng Huìyì; НПТР) — організація китайського комуністичного єдиного фронту, дорадчий орган при уряді Китайської народної республіки. 

## Склад
Складається з делегатів комуністичної партії Китаю, а також різних політичних, громадських, національних і торговельних організацій материкового Китаю, Гонконгу, Макао, Тайваню, китайської діаспори. 

## Історія
Заснований у вересні 1949 року. 

## Основні функції
Покликаний допомагати комуністичній партії Китаю керувати країною та просувати китайські інтереси у світі. Має представництва на всіх рівнях виконавчої вертикалі. Проводить щорічні сесії, одночасно із сесіями Всекитайської ради народних представників.

## Голови
- Мао Цзедун  (1949 — 1954) — почесний голова
- Чжоу Еньлай  (1954 — 1976)
- Ден Сяопін  (1978 — 1983)
- Ден Інчао  (1983 — 1988)
- Лі Сяньнянь  (1988 — 1992)
- Лі Жуйхуань  (1993 — 2003)
- Цзя Цінлінь  (2003 — на посаді)